# Brand (Halbe)
Brand ist ein bewohnter Gemeindeteil von Briesen, einem Ortsteil der Gemeinde Halbe im Landkreis Dahme-Spreewald in Brandenburg.

## Lage

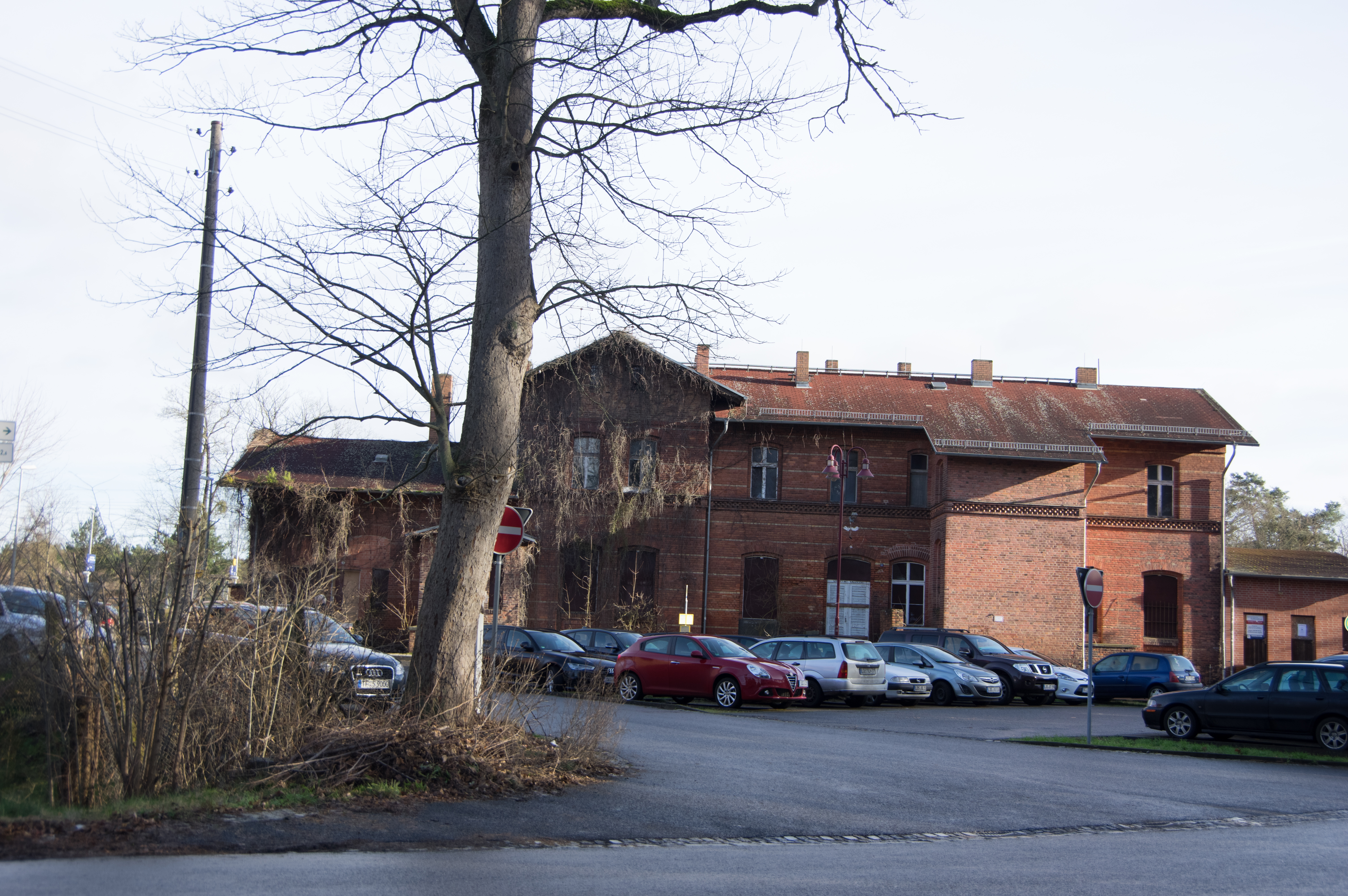
Bahnhof Brand/Tropical Islands

Brand liegt in der Niederlausitz etwa zwölf Kilometer nordöstlich der Stadt Golßen. Umliegende Ortschaften sind Briesen im Norden, der zur Stadt Märkisch Buchholz gehörende Ortsteil Köthen sowie der zu Krausnick-Groß Wasserburg gehörende Ortsteil Groß Wasserburg im Nordosten, Krausnick im Osten, die Schönwalder Ortsteile Schönwalde im Südosten und Waldow/Brand im Süden sowie der zu Rietzneuendorf-Staakow gehörende Teilort Staakow im Westen.
Brand liegt nördlich der Landesstraße 711 von Dahme nach Krausnick. Die Bahnstrecke Berlin–Görlitz verläuft durch das Dorf. Es gibt dort den Bahnhof Brand Tropical Islands, der bis 2015 Brand (Niederl) hieß.

## Geschichte und Etymologie
Das Dorf Brand wurde 1745 im Zuge der Gründung einer Schäferei unter dem Namen „Brand Schäferey“ angelegt. Die Siedlung liegt im Brand, eine mit Kiefern und Heidekraut bewachsene, wüste Fläche. Der Name bezeichnet eine Fläche, auf der es gebrannt hat. Die Bezeichnung änderte sich zu Dürre Ziege oder Brandschäferei im Jahr 1841 auf Brand im Jahr 1846. In der Schäferei mit Hammelstall wohnten im Jahr 1775 ein Büdner, der eine Feuerstelle betrieb. Bis 1801 war die Anzahl auf sechs Personen angewachsen. Der „Schäferei unweit Krausnick nebst ein Einlieger und Krug“ waren keine Hufen zugewiesen. Brand wurde seit jeher vom Nachbardorf Briesen verwaltet. Nach dem Wiener Kongress kam Brand als Teil der Niederlausitz an das Königreich Preußen. Dort lag der Ort im Landkreis Luckau im Regierungsbezirk Frankfurt. Anstelle des ehemaligen Vorwerks entstand im Jahr 1846 ein Forstaufseheretablissement, das 1858 als Forstaufseherhaus bezeichnet wurde und zum Gutsbezirk Forstrevier Kleinwasserburg gehörte. Es bestand aus einem öffentlichen und zwei Wirtschaftsgebäuden, in denen mittlerweile nur noch fünf Personen lebten (1861). Bis 1885 war die Anzahl auf nur noch vier Personen zurückgegangen. Das Forsthaus gehörte zur Oberförsterei Staakow im Forstgutsbezirk Meierei. Im Jahr 1925 lebten in Brand fünf Personen. Vier Jahre später kam das Forsthaus zum Gemeindebezirk Krausnick und war dort ab 1931 ein Wohnplatz.
Während der sowjetischen Besatzung lag Brand zwei Jahre im Landkreis Lübben. Am 25. Juli 1952 wurde Brand dem neu gebildeten Kreis Königs Wusterhausen im Bezirk Potsdam zugeordnet.
Nach der Wende lag Brand im Landkreis Königs Wusterhausen in Brandenburg. Am 10. August 1992 schloss sich Briesen mit dem Ortsteil Brand dem Amt Schenkenländchen an. Nach der brandenburgischen Kreisreform vom 6. Dezember 1993 kam Brand schließlich zum neu gebildeten Landkreis Dahme-Spreewald. Am 26. Oktober 2003 wurde Briesen zusammen mit den Gemeinden Freidorf und Oderin nach Halbe eingemeindet.

## Flugplatz Brand

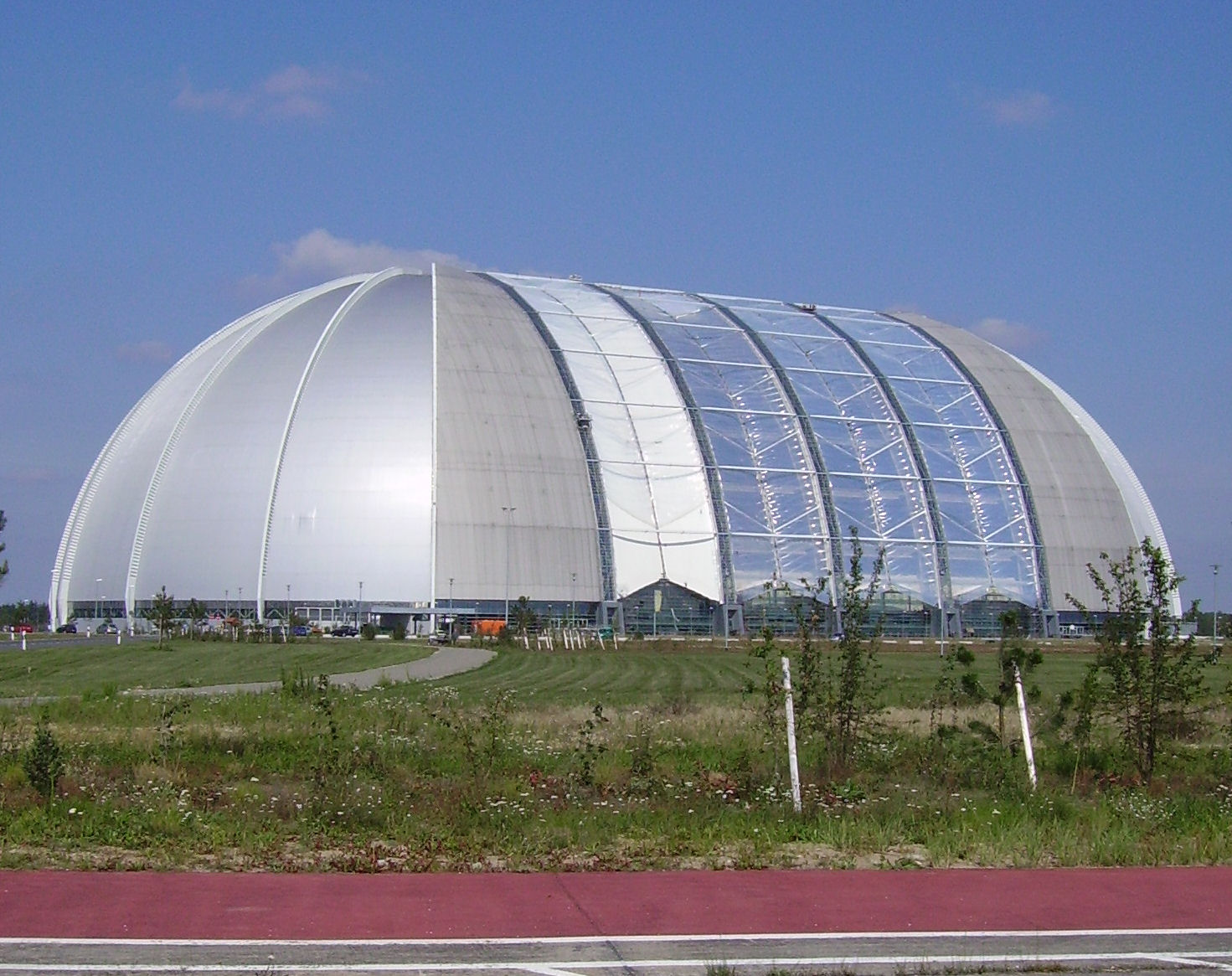
Ehemaliger CargoLifter-Hangar und heutiger Freizeitpark Tropical Islands auf dem ehemaligen Flugplatz Brand

1938 entstand östlich der Ortslage von Brand ein Fliegerhorst für die Luftwaffe der Wehrmacht. Im folgenden Jahr wurde nahe dem Flugplatz eine Kasernenanlage sowie ein Versorgungsgleis am Bahnhof Brand errichtet. In Brand waren allerdings keine aktiven fliegenden Einheiten stationiert. Zunächst diente der Flugplatz als Ausbildungsflugplatz des Flieger-Ausbildungs-Regiments 82, der späteren FFS A/B 82 und bis September 1944 der Flugzeugführerschule A/B 3 Guben.
Nach dem Zweiten Weltkrieg erweiterten die sowjetischen Streitkräfte den Flugplatz um eine weitere Start- und Landebahn. Während der sowjetischen Besatzung war der Flugplatz als Standort für MiG-17 vorgesehen. Später wurden auf dem Flugplatzgelände ein Gefechtsstand sowie ein Sonderwaffenlager geschaffen, in dem nukleare Fliegerbomben für die in Brand stationierten Flugzeuge bevorratet wurden.
Nach der Wende wurde der Flugplatz von der CargoLifter AG aufgekauft. Im März 1999 wurde mit dem Bau einer Werfthalle begonnen. Am 30. November 2000 wurde die Halle eingeweiht, sie gilt als die größte freitragende Halle der Welt. Im Juni 2003 wurde die Halle an den malaysischen Tanjong-Konzern verkauft. Am 19. Dezember 2004 wurde in der Werfthalle der Freizeitpark Tropical Islands eröffnet. Im Jahr 2014 hatte Tropical Island etwa 910.000 Besucher.

## Nachweise
1. ↑  Brand im Geschichtlichen Ortsverzeichnis. Abgerufen am 28. Oktober 2017.
2. ↑  Henry L. deZeng IV: Luftwaffe Airfields 1935–1945 Germany, (1937 Borders), S. 94, abgerufen am 28. Oktober 2017.
3. ↑  Florian Bolk, Cornelia Dörries: CargoLifter Brand (Die neuen Architekturführer Nr. 25). Stadtwandel-Verlag, Berlin 2001, S. 22.
4. ↑  Global Attractions Attendance Report 2014. (PDF) TEA, archiviert vom Original (nicht mehr online verfügbar) am 6. Oktober 2014; abgerufen am 28. Oktober 2017 (englisch).  Info: Der Archivlink wurde automatisch eingesetzt und noch nicht geprüft. Bitte prüfe Original- und Archivlink gemäß Anleitung und entferne dann diesen Hinweis.